# Morbidick
Morbidick é uma banda portuguesa de heavy metal originária de Benavente. Banda de metal progressivo de influências clássicas do panorama rock.

## História

### Inicio
Na Primavera de 1994, Marco decidiu convidar Nuno, ambos guitarristas para tocar umas covers por divertimento. Um mês depois, Lucas (baixo) quis juntar-se. No verão do mesmo ano, Nelson juntou-se também, no teclado.
Um ano mais tarde, um mês antes do primeiro concerto, ainda não tinham baterista. Foi então que Belila se juntou.
O primeiro concerto em 1994 correu bastante bem, mesmo com muito poucos instrumentos e pouco material de som, tocando músicas de hard rock, especialmente Iron Maiden, banda pela qual se sentem muito influenciados, com Nuno na voz.
E foi nesse ano que decidiram começar a criar a sua própria música. As primeiras foram White flag on a dark dream, So we wait, Top of the Speed, First Time in Hell, Battle of Steel e Black Night.
A banda participou em alguns concursos, ganhando alguns deles. Mais músicas foram criadas: Burn in Hell, Purgatory’s Justice, White War. E com isto decidiram registar as músicas oficialmente no final de 1997. Posteriormente, mais músicas foram criadas – Killer, War is over, Devil’s Vision – e estas mais progressivas, melódicas, solos mais elaborados.

### 2000 - actualmente
Em 2000, Xambel juntou-se à banda para lugar de vocalista. E assim a banda atingiu um dos pontos mais altos da carreira até à altura. Editaram uma faixa ao álbum de tributo a uma das mais conceituadas e antigas bandas portuguesas de metal, Tarantula. Esta faixa não teve o impacto que esperaram, e assim começaram um projecto paralelo – banda de covers, com o nome Rock ‘n’ Road, interrompendo quase por completo o projecto de originais. Entretanto Xambel sai da banda e anos mais tarde entra Vítor como vocalista, adequando-se muito bem e atribuindo uma dinâmica muito boa. Até 2007 estiveram em vários palcos pelo país, nomeadamente bares e concentrações motard, como banda de covers. Mas nesse ano receberam um incentivo para voltarem aos originais, através de um convite pela Associação de Jovens de Benavente para participarem no Festival Âncora em Maio de 2008, sendo até á presente data a ultima aparição da banda ao vivo.

## Discografia
- First Time In Hell (1998) [4]

### Colaborações
- 20 Anos de Tarantula - Tributo[3]